# Sokołów Małopolski (gmina)
Sokołów Małopolski [sɔˈkɔwuf mawɔˈpɔlskʲi] est une commune urbaine-rurale de la Voïvodie des Basses-Carpates et du Powiat de Rzeszów. Elle s'étend sur 134,04 km² et comptait 16 446 habitants en 2004.